# Roseland Musical
Roseland Musical és una companyia de dansa-teatre fundada per Marta Almirall l'any 1983, és una de les companyies pioneres en el gènere infantil a Catalunya i també de l'Estat espanyol. Els guions, primer escrits principalment per David Cirici i més endavant per Manel Veiga, s’han endinsat en diferents mons reals o imaginaris per educar i fer somniar els infants. A partir d’històries com El viatge al centre de la terra o de personatges coneguts com Pinotxo, les temàtiques de les aventures han estat ben diverses, gairebé sempre explicades a través de diferents registres en cada muntatge. Visualment, la companyia sempre ha comptat amb col·laboradors que han aportat una gran força visual amb propostes innovadores on la dansa i la música comparteixen escena amb projeccions creades en efectes 3D.
Més enllà dels espectacles teatrals, Roseland Musical també ha fet incursions al cinema i ha combinat la producció i creació teatral amb la de grans esdeveniments. El 1997 el món de Roseland va formar part de la pel·lícula Tic tac de Rosa Vergés. I entre altres grans esdeveniments, Roseland ha participat en el centenari del FC Barcelona, la cerimònia dels Jocs Olímpics de Barcelona, o bé la direcció de l’espectacle Els músics de Bremen al Gran Teatre del Liceu que es va estrenar el 2006. També ha participat en les Cavalcades del Reis de Barcelona (del 2006 al 2008) o l’espectacle d’inauguració de l'Expo-Zaragoza 2008.
Alguns dels seus espectacles han estat representats en diferents escenaris internacionals a França, Itàlia, Noruega, Hong-Kong, Singapur, Colòmbia, Canadà o els Estats Units.
El 2007, Marta Almirall va rebre el Premi Nacional de cultura, concedit per la Generalitat de Catalunya, en la categoria de dansa, per la seva tasca al capdavant de Roseland Musical.

## Produccions
- 9 gener 2016. Viatge al centre de la Terra (s. XXI). Coreografia: Anna Planas. Direcció: Manuel Veiga i Franc Aleu. saT! Sant Andreu Teatre, Barcelona.
- 2 febrer 2013. Pinocchio. Coreografia: Anna Planas. saT! Sant Andreu Teatre. (Barcelona).
- 17 febrer 2008. Les tres bessones i Leonardo da Vinci. La Sala Miguel Hernández. (Sabadell). Moviment Rialles de Catalunya.
- 8 setembre 2007. Catalonia Stars. Coreografia: Anna Almirall, Franciso Lloberas i Marta Almirall. Música: Solorzano, Pep Oró i Xavier Contratempo. Escenografia: Montserrat Ginesta. FiraTàrrega 2007.
- 29 octubre 2004. Canal Roseland. Festival Temporada Alta de Girona.
- 14 desembre 2001. El país sense nom. Coreografia: Anna Planas, Marta Almirall. Música: José Manuel Pagán. Escenogradia: Rosa Ros. Teatre Fortuny, Reus.
- 11 desembre 1999. Les mil i una nits. Coreografia: Marta Almirall. Música: José Manuel Pagán. Autor: Manuel Veiga. Escenografia i vestuari: Montserrat Ginesta. Centre Cívic Zona Nord, Barcelona.
- 18 novembre 1997. La casa per la finestra. Coreografia: Marta Almirall, Àngels Aymar i Lluís méndez Autor: David Cirici. Compositor: José Manuel Pagán. Escenografia i vestuari: Rosa Ros. Teatre Zona Nord, Barcelona. L’Espai de música i dansa de la Generalitat de Catalunya.
- 10 gener 1993. Cara, calla! Direcció: Marta Almirall. Coreografia: Elisabet Ferrar i Marta Almirall. Autor: David Cirici. Vestuari: Perico Pastor. Jove Teatre Regina, Barcelona.
- 10 març 1990. Flit Flit. Jove Teatre Regina, Barcelona.
- 15 març 1987. Blau marí. Direcció Marta Almirall. Coreografia: Elisabet Ferrer i Marta Almirall. Autor: David Cirici. Compositor: José Manuel Pagán. Escenografia i vestuari: Inés Batlló. Teatre La Faràndula, Sabadell.
- 18 febrer 1984. Ballaven i ballen. Figueres.[1]